# 1975 en Inde
Chronologie de l'Inde
- 1971
- 1972
- 1973
- 1974
- 1975
- 1976
- 1977
- 1978
- 1979

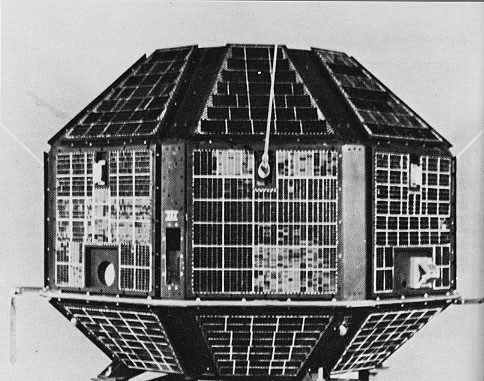
Le satellite indien Aryabhata est lancé (19 avril).

Cette page concerne les évènements survenus en 1975 en Inde :

## Évènement
- 2 janvier : Attentat à la bombe contre le ministre des chemins de fer Lalit Narayan Mishra (en).
- 10 janvier : Conférence mondiale sur l'hindi (en)
- 19 janvier : Séisme de 1975 à Kinnaur (en)
- 19 avril : Lancement du satellite Aryabhata
- 16 mai : Le Sikkim devient le 22e État de l'Inde.
- 12 juin : Jugement dans l'affaire de l'État de l'Uttar Pradesh contre Raj Narain (en) qui jugé la Première-ministre Indira Gandhi coupable de malversations électorales.
- 25 juin : Début de l'État d'urgence, pour une période de 21 mois (fin le 21 mars 1977)
- 22 juillet : 38e amendement de la Constitution de l'Inde (en)
- 10 août : 39e amendement de la Constitution de l'Inde (en)
- 10-11 novembre : Accord de Shillong (en)
- 27 décembre : Désastre de la mine de Chasnala (bilan : 375 morts)
- 27-29 décembre : Conférence mondiale sur le télougou (en)

## Cinéma
- 22e cérémonie des Filmfare Awards
- 23e cérémonie des National Film Awards (en)
- Sortie de film :
  - Deewaar
  - La Fin de la nuit
  - Mausam
  - Sholay (n°1 au box-office indien).

## Sport
- 6-16 février : Championnats du monde de tennis de table à Calcutta.

## Création
- Centre communiste maoïste
- Fédération de Taekwondo indienne (en)
- Médaille Samanya Seva (en) (rétroactive au 26 janvier 1965)

## Dissolution
- Gemini Studios (en) (cinéma)

## Naissance
- Abbas (en), acteur.
- Mahesh Babu, acteur.
- Sonali Bendre, actrice.
- Priya Gill (en), actrice.
- Sukhbir Singh Gill (en), joueur de hockey sur gazon.
- Jeevan (en), acteur.
- Eijaz Khan (en), acteur.
- Rajeev Khandelwal (en), acteur et chanteur.
- Akshaye Khanna, acteur.
- Dinesh Nayak (en), joueur de hockey sur gazon.
- Anuj Nayyar (en), militaire.
- Manoj Kumar Pandey, militaire.
- Diwakar Pundir (en), acteur.
- Puneeth Rajkumar, acteur, réalisateur et chanteur.
- D. Roopa (en), policière.
- Sushmita Sen, miss univers et actrice.
- Shilpa Shetty, actrice.
- Surya Sivakumar, acteur, producteur, distributeur et chanteur.
- Preity Zinta,  actrice.

## Décès
- Mumtaz Ali, danseur et chorégraphe.
- Mary Clubwala Jadhav (en), philanthrope.
- Shamim Karhani (en), poète.
- Kalyanam Raghuramaiah (en), acteur.
- Sarvepalli Radhakrishnan, professeur, philosophe et personnalité politique.
- Kangyour Rinpoché, maître du bouddhisme.
- T. R. Seshadri (en), chimiste.